# Uroctonites
Genre
Uroctonites est un genre de scorpions de la famille des Vaejovidae.

## Distribution
Les espèces de ce genre sont endémiques des États-Unis. Elles se rencontrent en Californie et en Arizona.

## Liste des espèces
Selon The Scorpion Files (30/08/2020) :
- Uroctonites giulianii William & Savary, 1991
- Uroctonites huachuca (Gertsch & Soleglad, 1972)
- Uroctonites montereus (Gertsch & Soleglad, 1972)
- Uroctonites sequoia (Gertsch & Soleglad, 1972)

## Publication originale
- William & Savary, 1991 : « Uroctonites, a new genus of scorpion from western North America (Scorpiones: Vaejovidae). » Pan-Pacific Entomologist, vol. 67, no 4, p. 272-287 (texte intégral).